# Mohorjanka
Mohorjanka ali mohorjevka je oznaka za knjige, ki jih je v petdesetih letih 19. stoletja z velikimi nakladami začela izdajati Družba sv. Mohorja v Celovcu. Mohorjanke so namenjene poduku in zabavi preprostega ljudstva. Njen leposlovni del spada na področje trivialne literature.

## Definicija
Mohorjanska literatura je bila pisana z namenom, da deli vzgojne nauke in kratkočasi ljudi, njeni predvideni žanri pa so bili kmečka povest, zgodovinska, krajepisna, narodopisna in biografska povest. Povesti so izhajale v koledarjih Mohorjeve družbe (1860–), v zbirki Slovenske večernice (1860–), v samostojnih izdajah in mohorjanski periodiki (Prijatelj 1855, Besednik 1869 do 1878).

## Razvoj
Leta 1851 so koroški duhovniki in učitelji v Celovcu po vzoru češkega društva sv. Janeza Nepomuka ustanovili Društvo svetega Mohorja z namenom širjenja katoliške literature. Konkretni cilj društva je bila založniška dejavnost, ki ima namen »podpirati pobožno, lepo vedenje in ohranjevati katoliško vero med slovenskim ljudstvom; v ta namen se bodo na svetlo dajale in razširjale med Slovenci dobre katoliške bukve«.
Dodatni cilj je bil naraščajočemu slovenskemu izobraženstvu ponuditi prostor za objave, ki bi jim lahko prinašale dobiček. Slovenski tiski naj bi bogatili slovensko književnost in jezik ter narod vzgajali po načelih krščanske omike. Zaradi nizkih cen knjig in verske tematike so se približali preprostemu narodu, tj. slovenskemu kmetu in mladini. 
Leta 1858 je pisatelj Fran Levstik v Popotovanju od Litije do Čateža sestavil program, ki ga je 1863 prevzela Mohorjeva družba. Po njegovih načelih je razpisala nagradni natečaj za »najboljšo izvirno pripovedko«. 
Sprva so nastajale verskovzgojne povesti po vzorcu nemškega katoliškega avtorja Krištofa Schmida (1768–1845), potem pa so zaradi težnje po izvirnosti začele nastajati zgodovinske pustolovske povesti, ki so obravnavale pretežno tematiko turških vpadov na slovenskem ozemlju od 15. stoletja dalje. V osemdesetih letih 19. stoletja je bila popularna kmečka povest.

## Žanri
Mohorjeva je oblikovala poseben pomen slovenske povesti od srede 19. stoletja dalje. Izraza roman in novela sta imela v katoliškem svetu zaradi ljubezenske vsebine prizvok nespodobnosti, izraz povest pa je označeval »čisto« prozo. Slovenska povest je bila po zaslugi Mohorjeve izrazito poučna.
Bralci so bili skozi mohorjanske žanre deležni trojne vzgoje: verske vzgoje v »krištofšmidovski« povesti, domovinske vzgoje v zgodovinski povesti in gospodarske vzgoje v kmečki povesti.
Verska poučnost iz »krištofšmidovske« povesti se je prepletala tudi z domovinsko idejo v zgodovinski povesti. Junaki so žrtvovali vse za vero, dom in cesarja. Kot edina priznana vera je veljala katoliška, zato je bilo potrebno premagati krivoverske Turke. Dom je predstavljala združena Slovenija ali kakšna izmed njenih pokrajin (Koroška, Kranjska), cesar pa je bil trenutni predstavnik habsburške monarhije, ki so ji bili Slovenci brezpogojno zvesti.
Prevladujoči žanr mohorjanske proze je bila od leta 1880 kmečka povest. Ta žanr je zaradi velikega števila izdanih del postal sinonim mohorjanski poljudni povesti. V kmečki povesti pri Mohorjevi družbi so nastopale osebe iz vseh premoženjskih slojev, dogajališče pa je bila vas. Žanrsko specifiko so povesti dodali še ljubezen med spoloma, kriminalni (požar, kraja, poboj) in politični motivi, pa tudi vojna snov.
Pogosto so bili nosilci kriminalnih aktivnosti pripadniki najnižjih slojev: delavci in bajtarji. Mohorjanke s kmečko tematiko so se tako v povezavi delavskega sveta s kriminalno vsebino močno zamerile slovenskim socialistom in pozneje tudi povojni komunistični oblasti, ki je hotela skupaj s kmečkim slojem odpraviti tudi mohorjansko kmečko povest.

## Bralci
Mohorjanke so bile redke knjige, ki so dosegle bralce nižjih slojev. Nemški folklorist Rudolf Schenda je v 19. stoletju v Nemčiji izoblikoval nekaj tez o bralcih nemških ljudskih besedil, in sicer, da imajo omejeno bralsko sposobnost (nepismeni ali polpismeni), so deležni represivne vzgoje, ki jim po svojih kriterijih izbira knjige in jih prodaja pod oznako za (pre)prosti narod, nimajo velike želje po branju, bralske preference, ki pa jih imajo, avtorjem niso ali nočejo biti znane, zato jim namesto zgodbe ponujajo puste etnografske opise (vaško zgodbo).
Ob koncu stoletja poučno literaturo za preprosti narod uspešno nadomesti serijsko producirana kolportažna literatura, ki ustreza bralskim potrebam in jih razvija.

## Pisci mohorjank
Iz zbirke Slovenske večernice
- Janez Cigler (Deteljica ali življenje treh kranjskih bratov francoskih soldatov, 1863)
- Fran Erjavec (Hudo Brezno ali Gozdarjev rejenec, 1864)
- Jernej Dolžan (Mati Božja dobrega sveta ali bratovska ljubezen: povest iz časov turških bojev konec XVI. stoletja, 1868)
- Josip Podmilšak (Žalost in veselje: povest za prosto ljudstvo, 1870)
- Ferdo Kočevar (Kupčija in obrtnija: denar in blago, 1872)
- Jakob Sket (Miklova Zala, 1884)
- Fran Zbašnik (Boj za pravico, 1897; Nehvaležen sin, 1900; Bog ga je uslišal, 1901; Miklova lipa, 1903)
- Ivan Pregelj (Mlada Breda: povest, 1913)
- Fran Milčinski (Ptički brez gnezda, 1917)
- Ivan Zorec (Stiški svobodnjak, povest iz druge polovice XV. stoletja, 1934; Stiški tlačan, povest iz druge polovice XVI. stoletja, 1935; Izgnani menihi, povest iz druge polovice XVIII. stoletja, 1937)
- Alojzij Remec, Janko Moder (Veliki punt: kmečka zgodba iz 18. stoletja, 1953)
- Lojze Kozar (Takšen prag, 1962; Pajkova mreža, 1968; Vezi in zanke, 1979)
- Ivan Sivec, Marija Prelog (Vsak klas je zlat, 1998)
- Jože Rode, Marija Prelog, Rajko Bratož (Spopad pri Mrzli reki, 2000)